# Ipiranga do Norte
Ipiranga do Norte is een gemeente in de Braziliaanse deelstaat Mato Grosso. De gemeente telt 4.641 inwoners (schatting 2009).